# Aaron Seydel
Aaron Seydel (7 februari 1996) is een Duits voetballer die bij voorkeur als aanvaller speelt. Hij tekende in 2016 bij FSV Mainz 05.

## Clubcarrière
Seydel speelde in de jeugd bij FSV 1945 Oppenheim en FSV Mainz 05. In juni 2014 maakte hij zijn opwachting in het tweede elftal van Mainz. Op 4 november 2016 debuteerde de aanvaller in de UEFA Europa League tegen AS Saint-Étienne. Op 27 november 2016 volgde zijn competitiedebuut tegen Hertha BSC. Seydel opende na 25 minuten de score. Mainz verloor uiteindelijk met 2–1.

## Interlandcarrière
Seydel kwam reeds uit voor verschillende Duitse nationale jeugdelftallen. In 2014 debuteerde hij in Duitsland –19.